# Arènes André-Ladouès
Les arènes André-Ladouès , construites en 1931, réhabilitées en 2010 sont les arènes de la commune de Aignan située dans le département du Gers. Elles peuvent contenir 2 400 personnes, selon Jean-Baptiste Maudet en 2010, 3000 selon le site Torofiesta  
Elles sont dédiées autant à la course espagnole qu'à la course landaise.

## Historique
Arènes fixes en bois principalement dédiées à la course landaise, elles ont été reconstruites en dur à partir de 1931 et réhabilitées en 2010  « dans le cadre d'un projet du Pays Val-d'Adour ». Elles sont la propriété de la ville.

## Tauromachie
À partir de 1993, les arènes qui étaient exclusivement consacrées à la course landaise, ont été ouvertes à la course espagnole avec la feria Aignan y toros qui fête cette année ses 25 ans. La saison  taurine qui offrait généralement entre deux ou trois spectacles taurins par an, en propose désormais plus de cinq où les aficionados, côtoient les festayres.